# Acraea distincta
Acraea distincta är en fjärilsart som beskrevs av Le Doux 1923. Acraea distincta ingår i släktet Acraea och familjen praktfjärilar. Inga underarter finns listade i Catalogue of Life.